# Catedral de San Francisco Javier (Bangalore)
La Catedral de San Francisco Javier es la catedral de la arquidiócesis de Bangalore, en la India. Inicialmente, Bangalore fue la sede de la diócesis de Mysore entre 1886 y 1940 y durante este tiempo, la iglesia de San Patricio en Bangalore fue la catedral de la diócesis. Cuando la diócesis de Mysore se bifurcó el 13 de febrero de 1940 para formar el diócesis de Bangalore, la iglesia de San Francisco Javier fue elegida como su catedral. La primera iglesia de San Francisco Javier fue construida en 1851 por la Sociedad de las Misiones Extranjeras de París. Debido al gran aumento de la población católica, esta iglesia finalmente se hizo inadecuada. De ahí que en 1911, la primera piedra para una nueva iglesia fuese colocada. Esta iglesia fue inaugurada el 26 de mayo de 1932, y se convirtió en una catedral en 1940.